# Regina Resnik
Regina Resnik est une cantatrice américaine née le 30 août 1922 à New York où elle est morte le 8 août 2013. Également metteur en scène d'opéra et productrice de télévision et de radio, elle était l'épouse du peintre et sculpteur d'origine lituanienne Arbit Blatas (1908-1999) qui réalisa pour elle de nombreux décors.

## Biographie
Née de parents émigrés russes, Regina Resnick (elle abandonnera le « c » au début de sa carrière) étudie à la James Monroe High School puis au Hunter College, où elle se perfectionne en chant. Promise aux rôles de soprano dramatique, ce qui est fort curieux car le timbre originel de sa voix est celui d'une mezzo-soprano, elle débute en 1942 dans Macbeth de Giuseppe Verdi (Lady Macbeth) sous la direction de Fritz Busch avec la New Opera Company, puis chante Santuzza dans Cavalleria rusticana de Pietro Mascagni au New York City Opera, et Leonore dans Fidelio de Beethoven, Micaëla dans Carmen de Georges Bizet sous la direction d'Erich Kleiber à Mexico, puis elle enregistre en 1963, sous la direction de Pierre Monteux Roméo et Juliette de Berlioz.
Lauréate du concours radiophonique organisé par le Metropolitan Opera sur NBC, elle se produit pour la première fois sur la scène du théâtre new-yorkais en 1944 dans Il trovatore de Verdi (Leonora). Elle devient une des artistes-maison, se produisant au cours des dix années suivantes dans, entre autres, Don Giovanni de Mozart (Donna Anna et Donna Elvira), Elektra de Richard Strauss (Chrysothemis), Aida (rôle-titre) et Falstaff (Alice Ford) de Verdi, Tosca (rôle-titre), Madame Butterfly (rôle-titre) et La Bohème (Musetta) de Giacomo Puccini, ainsi que lors de la création américaine de Peter Grimes de Benjamin Britten (Ellen Orford).
Sa voix puissante et l'énergie de sa personnalité lui ouvrent assez rapidement une carrière internationale. En 1953, elle est Sieglinde au Festival de Bayreuth. Le chef d'orchestre Clemens Krauss l'incite alors à réorienter son répertoire vers les emplois de mezzo-soprano, dont elle va devenir une des interprètes les plus recherchées à partir de la fin des années 1950, incarnant des rôles aussi divers que Clytemnestre, Carmen, Amnéris, Marina, Ulrica, Mistress Quickly, Hänsel, la Comtesse, la Première Prieure, etc.
En 1971, elle passe à la mise en scène, et dans les années 1980, elle produit des émissions documentaires et musicales pour la radio et la télévision, consacrées à des thèmes juifs.
En 1987, elle s'essaie avec succès à la comédie musicale en interprétant Frau Schneider dans Cabaret de John Kander et Fred Ebb à Broadway (rôle qui lui vaut une nomination aux Tony Awards), puis en 1990 Mme Armfeldt dans A Little Night Music de Stephen Sondheim au Lincoln Center.
Mariée une première fois au juge Harry W. Davis, avec lequel elle a eu un fils, Michael Philip, elle épouse après son divorce le peintre Arbit Blatas.

## Discographie sélective
Berlioz : Les Troyens, Richard Cassillly (Énée), Martial Singher (Chorèbe), Eleanor Steber (Cassandre), Regina Resnik (Didon), John Denissen (Narbal), William Lewis (Iopas), Regina Safarty (Anna), Orchestra and Chorus of the American Opera Society, dir.Robert Lawrance (en anglais). LP Val audio 1959 report CD 2003.